# Adobe JRun
A JRun egy J2EE alkalmazásszerver, melyet 1997-ben Java Servlet-ként a Live Software fejlesztett ki, melyet később megvett az Allaire, aki az első J2EE képes verziót adta ki. Később megvette a Macromedia még a 2001-es Allaire előtt, majd a Macromedia 2005-ös felvásárlásával Adobe Systems-hez került. A legutolsó patch Updater 7-et az Adobe 2007-ben adta ki. Az Updater 7-tel bekerült a Sun JDK 1.6 támogatás, Apache 2.2 támogatás, Windows Vista/IIS7 támogatás és Inteles Mac OS X 10.4 támogatás.
Az Adobe 2007 augusztusában jelentette be, hogy nem folytatja tovább az funkciók kifejlesztését a JRun-hez. A ColdFusion csapat folytatta a szükséges fejlesztéseket az aktuális Java motoron (a ColdFusion 9-en), de a JRun-t ki fogják váltani az Apache Tomcat-tel a ColdFusion X-ben.

## Fordítás
Ez a szócikk részben vagy egészben  az   Adobe JRun című angol Wikipédia-szócikk ezen változatának fordításán alapul.  Az eredeti cikk szerkesztőit annak laptörténete sorolja fel. Ez a jelzés csupán a megfogalmazás eredetét és a szerzői jogokat jelzi, nem szolgál a cikkben szereplő információk forrásmegjelöléseként.